# Micraira dentata
Micraira dentata är en gräsart som beskrevs av Michael Lazarides. Micraira dentata ingår i släktet Micraira och familjen gräs. Inga underarter finns listade i Catalogue of Life.